# Eparchia kanadyjska (Serbski Kościół Prawosławny)
Eparchia kanadyjska (ang. Serbian Orthodox Eparchy of Canada, seb. Епархија канадска) – jedna z eparchii (diecezji) Serbskiego Kościoła Prawosławnego, obejmująca terytorium Kanady. Od 2016 zwierzchnikiem diecezji jest biskup Mitrofan (Kodić).

## Historia
Pierwsza serbska cerkiew na ziemi kanadyjskiej powstała w 1912 r. w Reginie, gdzie osiedlali się serbscy emigranci, głównie z Banatu. Cerkiew Świętej Trójcy w Reginie została ukończona i konsekrowana w 1916 r. Serbowie w Hamilton utworzyli swoją parafię w 1913 r., a tutejsza cerkiew św. Mikołaja została poświęcona 15 grudnia 1917 r. Początkowo serbscy prawosławni podlegali jurysdykcji eparchii amerykańskiej i aleuckiej Rosyjskiego Kościoła Prawosławnego.
Po rewolucji październikowej, w związku z osłabieniem wpływów Cerkwi rosyjskiej, powstała eparchia amerykańska i kanadyjska w jurysdykcji Serbskiego Kościoła Prawosławnego.
W 1963 r. powstała eparchia amerykańska i kanadyjska.   
Serbska prawosławna eparchia kanadyjska została ustanowiona decyzją Świętego Synodu Serbskiego Kościoła Prawosławnego 26 maja 1983 r. na wniosek ówczesnego biskupa wschodnioamerykańskiego i kanadyjskiego Krzysztofa.
Biskup Krzysztof był także pierwszym administratorem eparchii do czasu wyboru pierwszego biskupa Kanady.
Na sesji Świętego Synodu 16 maja 1984 r. Jerzy Đokić został wybrany biskupem kanadyjskim, a patriarcha Serbii German konsekrował go 8 lipca tegoż roku w soborze katedralnym św. Michała Archanioła w Belgradzie. Na święto Pokrowy, 14 października 1984 r., odbyła się intronizacja bpa Jerzego jako biskupa kanadyjskiego w cerkwi św. Mikołaja w Hamilton.